# José Gil de Partearroyo
José Gabino Gil de Partearroyo Miñón (n. Ciudad de México; 19 Feb 1811-Ciudad de México; 6 de junio de 1879) fue un militar mexicano. 

## Biografía
Nació en 1811 en la Ciudad de México, en el entonces Virreinato de la Nueva España. Participó en la Guerra de Independencia de Texas en 1836, la Intervención estadounidense en México de 1847, la Guerra de Reforma, en la cual apoyo la causa de Benito Juárez, por lo que este lo nombró Ministro de Guerra y Marina de México y lo ascendió a General de Brigada. Participó en la memorable Batalla de Puebla del 5 de mayo de 1862 y luego de esta, en mayo de 1863 se retiró del servicio militar después de servir durante casi cuarenta años. 
Murió en la Ciudad de México, sus restos se encuentran en el Panteón de San Fernando de la misma ciudad.